# Ejersa Goro
Ejersa Goro é uma cidade localizada no leste da Etiópia, na região de Oromia. A cidade é mais conhecida por ser o lugar onde nasceu o imperador Haile Selassie. Está a 2.780 metros acima do nível do mar.
Durante a Guerra de Ogaden (1977 - 1978), a cidade foi capturada por forças somalis. Foi recuperada por forças etíopes entre os dias 5 e 9 de fevereiro de 1978.
De acordo com a Agência Central de Estatísticas da Etiópia constatou-se que, em 2005, a população de Ejersa Goro era de 3.104 habitantes, sendo destes 1.529 são homens e 1.575, mulheres. Outras informações não estão disponíveis.